# Карабашево
Караба́шево (рос. Карабашево, башк. Ҡарабаш) — село у складі Ілішевського району Башкортостану, Росія. Адміністративний центр Карабашевської сільської ради.
Населення — 613 осіб (2010; 680 у 2002).
Національний склад:
- башкири — 86 %